# Proportion
En mathématiques, la proportion est une relation de correspondance entre deux grandeurs, se traduisant sous forme d'égalité entre des rapports (a/b = c/d)  : si le prix d'un paquet de chips est de 5 €, alors le prix de quatre paquets de chips  est de 20 €, dans la mesure où 4/1 = 20/5.